# Pałac Sztuki w Budapeszcie

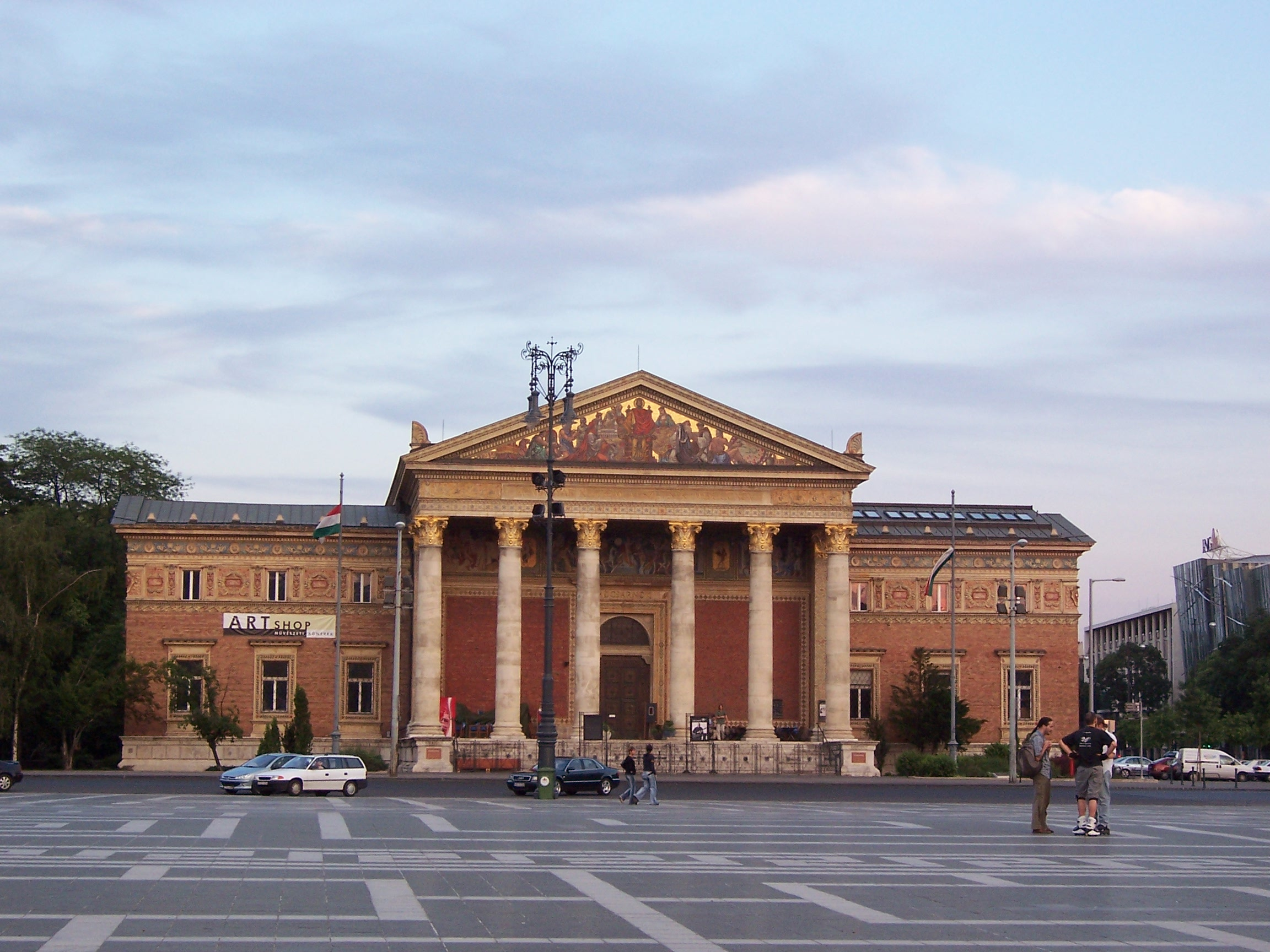
Pałac sztuki w Budapeszcie

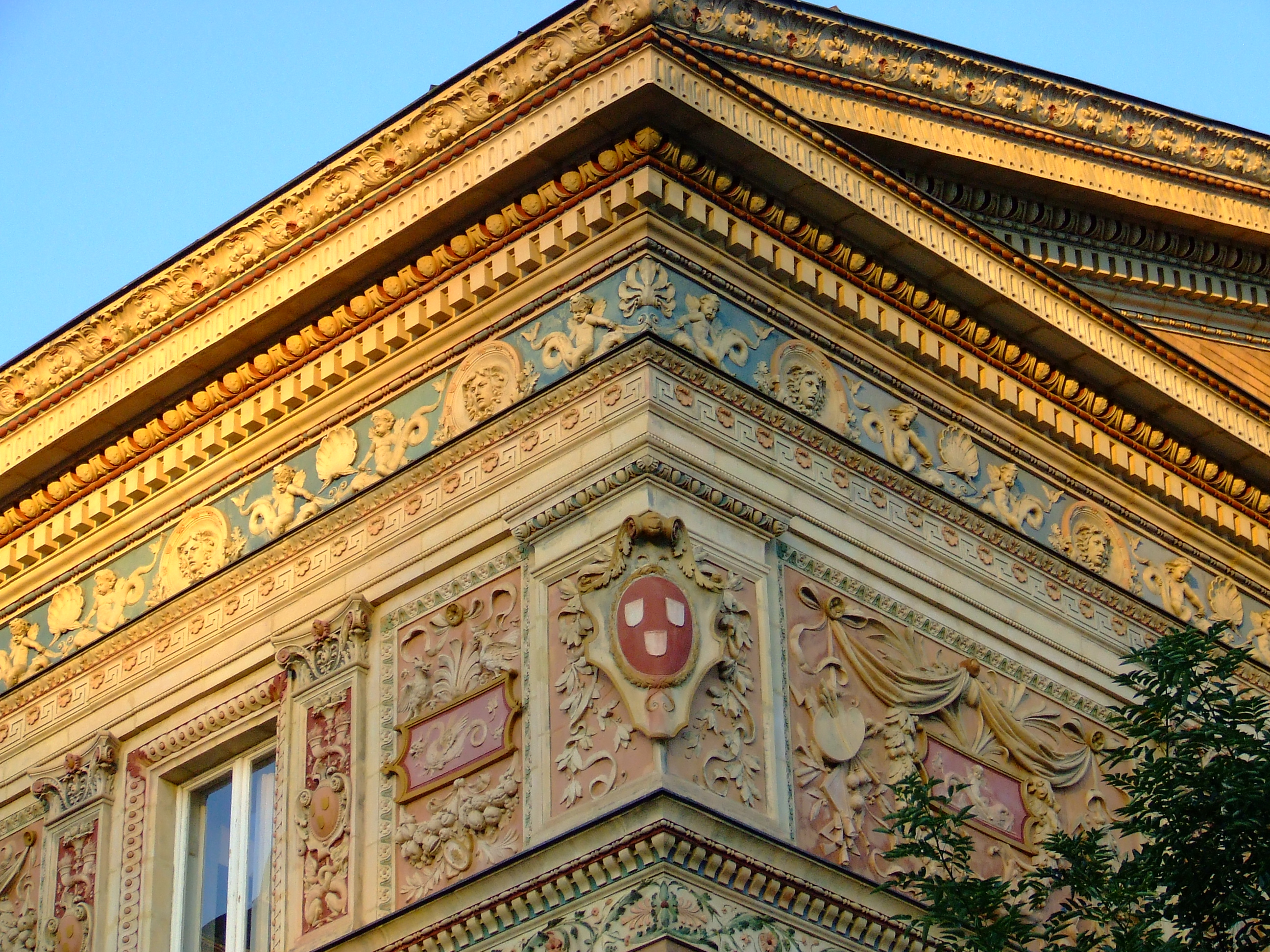
Pałac sztuki w Budapeszcie

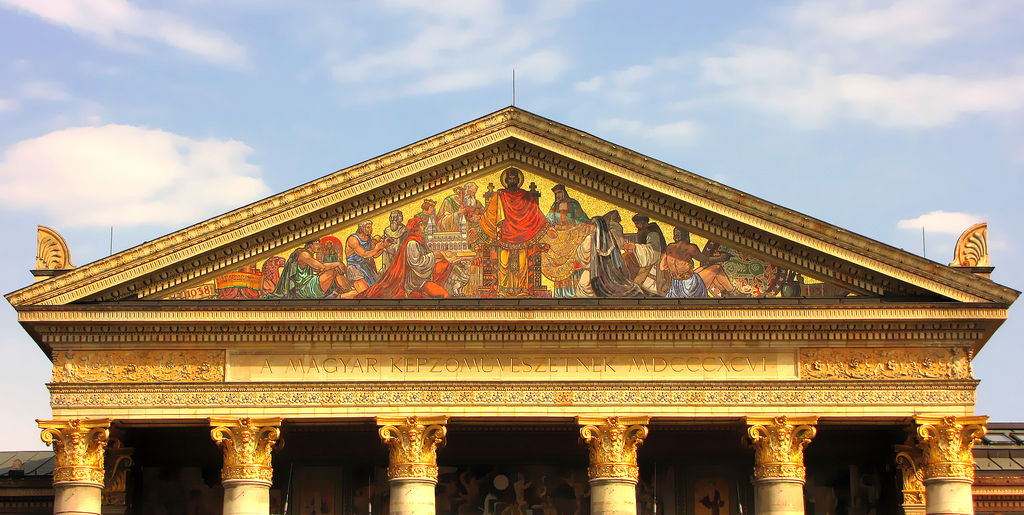
Tympanon pałacu

Pałac Sztuki w Budapeszcie (Műcsarnok) – sala wystawowa zbudowana według projektu Alberta Schickedanza oraz Fülöpa Herczoga, oddana do użytku w grudniu 1895.
Nie należy go mylić z nowoczesnym Pałacem Sztuk (Művészetek Palotája, w skrócie MŰPA) znajdującym się przy ulicy Komor Marcell útca 1, który został oddany do użytku 14 marca 2005 roku.
Pałac Sztuki znajduje się przy ulicy Dózsa-György-út 37 (ulicy György Dózsa), główna fasada zwrócona jest w stronę Hősök tere (Placu Bohaterów). Po przeciwległej stronie placu znajduje się Muzeum Sztuk Pięknych (Szépművészeti Múzeum), wzniesione według projektu tych samych architektów i oddane do użytku w roku 1906.
W Pałacu Sztuki odbywają się czasowe wystawy dzieł artystów węgierskich i zagranicznych. Pałac nie posiada własnej kolekcji dzieł sztuki. 